# Ontherus aequatorius
Ontherus aequatorius är en skalbaggsart som beskrevs av Bates 1891. Ontherus aequatorius ingår i släktet Ontherus och familjen bladhorningar. Inga underarter finns listade i Catalogue of Life.